# Алескеров Ахмед Ага Лятіф-огли
Ахмед Ага Лятіф огли Алескеров (Ахмед Лятіфович Алескеров, 5 жовтня 1935, Баку, Закавказька СФРР — 19 травня 2015, Одеса, Україна) — радянський футболіст азербайджанського походження, півзахисник, тренер, заслужений тренер Української РСР, Молдавської РСР, Таджикистану та Азербайджану. Майстер спорту СРСР (1963).
1 вересня 2012 року на алеї футбольної слави ФК «Чорноморець» (Одеса) були увіковічнені перші дванадцять пам'ятних зірок, одна з яких присвячена Ахмедові Алескерову.

## Кар'єра

### Клубна
Всю свою ігрову кар'єру Ахмед Лятіфович виступав у команді «Нафтовик» (Баку) з 1955 по 1965 рік. У вищій лізі чемпіонату СРСР провів 115 матчів, забив 6 голів.

### Тренерська
Закінчив Бакинський інститут фізкультури.
Тренер «Чорноморця» (Одеса), 1973—1977.
Ахмед Лятіфович виводить «Чорноморець» у сезоні 1973 року з першої ліги у вищу лігу СРСР. Форвард «моряків» Анатолій Шепель став найкращим бомбардиром першої ліги
Під керівництвом Алескерова «Чорноморець» у сезоні 1974 року здобув бронзові медалі чемпіонату Радянського Союзу у вищій лізі.
Працював тренером-консультантом іллічівського «Портовика» (1996-1997).
Керував національною збірною Азербайджану (1992–1993, 1998—2000).

## Нагороди
- Орден «Знак Пошани» (1968).